# Nuwakot
Nuwakot är en by i distriktet Nuwakot (distrikt) i centrala Nepal. Byn, som ligger 75 km från Kathmandu, var en gång huvudstad i dalarna omkring före enandet av Nepal.

## Nuwakots palats
Palatskomlexet i Nuwakot byggdes på 1700-talet för att fungera som ett viktigt stopp på handelsvägen mellan Tibet och Kathmandu. Palatset, i Mallastil, är indelat i huvudpalatset samt Bhairadtemplet och andra tempel och helgedomar.

## Världsarvsstatus
Den 30 januari 2008 sattes palatskomplexet upp på Nepals tentativa världsarvslista.